# Oithona atlantica
Oithona atlantica is een eenoogkreeftjessoort uit de familie van de Oithonidae. De wetenschappelijke naam van de soort is voor het eerst geldig gepubliceerd in 1908 door Farran.